# Lennart Pedersen
Lennart Pedersen (født 1989) er en dansk billedkunstner, som primært har gjort sig bemærket med sine fotografiske værker. Han har bl.a udstillet på Kunstfestivalen Lys over Lolland, deltaget i den censurerede udstilling UNG09 i SAK Kunstbygning og udstillet på den statsanerkendte censurerede udstilling Kunstnernes Sommerudstilling  , hvor han også blev kåret til Årets Kunstner og dermed modtog KS-prisen 2010 og 5000 kr, med følgende begrundelse:
"Censorkommitteen er blevet slået af dine fotografiers udstråling af ungdom, fandenivoldskhed og energi. Værkerne er samtidig spændt op i en stram komposition som både følger og trodser den billedkunstneriske tradition. Din fornemmelse for farvens betydning i billedernes udtryk demonstrerer en yderligere kvalitet.”
I 2009 blev Lennart Pedersen kåret som Årets Kulturtalent i Vordingborg Kommune og modtog en pris på 10.000 kr. 
Han er født og opvokset på Møn, men er i dag bosiddende i Vordingborg.
I 2008 startede Lennart Pedersen på BgK Storstrøm (Billedkunstnerisk Grundkursus) og forventes at afslutte i 2011. Han er desuden samfundsvidenskabelig student fra Vordingborg Gymnasium og HF 2010.
Lennart Pedersen arbejder primært med en undersøgelse af identitet gennem selviscenesættelse, hvor han anskueliggøre identitetens mange sider og det senmodernes samfunds behov for selviscenesættelse. Han undersøger noget så fundamentalt som friheden og stiller spørgsmålstegn ved om det frie individ er frit og om friheden til at vælge identitet, er gavnligt for individet.

## Eksterne kilder og henvisninger
1. ↑  "Fotoblog Om ham med kameraet". Arkiveret fra originalen 27. februar 2010. Hentet 15. december 2009.
2. ↑  Svendborg Amts Kunstforening – Tre verdener
3. ↑  "Kunstnernes Sommerudstilling | Fotoblog | Lennart Pedersen". Arkiveret fra originalen 4. marts 2016. Hentet 19. juni 2010.
4. ↑  Janus Bygningen
5. ↑  "Motivering for KS-prisen | Fotoblog | Lennart Pedersen". Arkiveret fra originalen 10. august 2011. Hentet 1. november 2010.
6. ↑  sn.dk – Sjællands Nyheder – Lokal – Vordingborg (Webside ikke længere tilgængelig)
7. ↑  "Fotoblog – En kedelig fotoblog". Arkiveret fra originalen 20. september 2009. Hentet 15. december 2009.

- http://fotoblog.ideografi.dk Arkiveret 20. september 2009 hos  Wayback Machine